# Aplidium mutabile
Aplidium mutabile är en sjöpungsart som först beskrevs av Sars 1851.  Aplidium mutabile ingår i släktet Aplidium och familjen klumpsjöpungar. Inga underarter finns listade i Catalogue of Life.